# Isoperla maculata
Isoperla maculata är en bäcksländeart som beskrevs av Zhiltzova 1977. Isoperla maculata ingår i släktet Isoperla och familjen rovbäcksländor. Inga underarter finns listade i Catalogue of Life.